# ハインリヒスタール
ハインリヒスタール (ドイツ語: Heinrichsthal) は、ドイツ連邦共和国バイエルン州ウンターフランケン行政管区のアシャッフェンブルク郡に属す町村（以下、本項では便宜上「町」と記述する）で、ハイゲンブリュッケン行政共同体の一員である。この町はシュペッサルトで最も高い位置にある町で、アシャッフェンブルク郡最小の独立した町である。

## 地理

### 位置
ハインリヒスタールは、バイエルンのウンターマイン地方、ロールバッハ川の谷の最上流部に位置する。

### 自治体の構成
ハインリヒスタールは、1管区 (Gemarkung)、3地区 (Ortsteil)で構成されている。
- ハインリヒスタール
  - オーバーロールグルント
  - ウンターロールグルント

### 町の景観
ハインリヒスタールは、高原に位置することからシュペッサルトの集落としてはユニークな景観を有している。それは、地名（-thal =「谷」）から想像されるような典型的なシュペッサルトの谷間の集落ではない。道路は村の広場から放射状に村の比較的低い場所へと伸びている。ハインリヒスタールは観光業とは無縁であり、一戸建ての家屋が多い。

### 隣接する町村
ハインリヒスタールは、北は市町村に属さないヴィーゼンの森、東も市町村に属さないハインリヒスタールの森、南はハイゲンブリュッケン、西は再びハインリヒスタールの森、北西は市町村に属さないシェルクリッペンの森（以上。いずれもアシャッフェンブルク郡）に接している。

## 地名

### 語源
ハインリヒスタールという地名は、この地で最初のガラス職人ハインリヒ・フレッケンシュタインに由来する。地名の語幹である –thal は、地理的条件（谷）とともにしばしば「工房」を意味する。

### 歴史的表記
歴史的な資料や文献に登場するこの村の表記には以下のものがある。
- 1669年 Heinrichshütte
- 1679年 Heinrichstal
- 1683年 Heinrichsthal
- 1694年 Henricushütt
- 1792年 Heinrichsthal

## 歴史
1636年に初めて、この地域に造られたガラス工房のマイスターの名前が記録されている。ヴォラースブーフのガラス工房のハインリヒ・フレッケンシュタインがそれである。また、1639年には別のマイスター、ヤーコプ・フレッケンシュタインの名が記録されている。ハインリヒ・フレッケンシュタインは1647年にロールグルントにガラス工房を建設したが、わずか34週しか使用しなかった。ハインリヒとヤーコプが兄弟であったことは1652年の会計帳の記載でわかる。1664年に2つの集落の名前 Heinrichs grundt と Jacobs thael が土地台帳に初めて記載された。後者は、現在のハイゲンブリュッケンのヤーコプスタール集落 (Jakobsthal) である。1678年にこの村の歴史は新たな段階に進んだ。この年にハインリヒスタールが初めて集落 (Ortschaft) として記録されたのである。7軒の家と10頭の牛について初めて税金を支払わなければならなかった。
ハインリヒスタールは、マインツ選帝侯の一部として1803年に世俗化され、新たに創設されたダルベルク司教領主のアシャッフェンブルク侯領に組み込まれた。1814年この侯領（この時点ではフランクフルト大公国の一部）とともにバイエルン王国領に移された。バイエルンの行政改革に伴う1818年の市町村令によって現在の自治体が成立した。
ハインリヒスタールは、1862年7月1日に創設されたベツィルクスアムト・アルツェナウに属した。この組織は1939年1月1日にアルツェナウ・イン・ウンターフランケン郡に改組された。1972年7月1日にこの郡が廃止されるとハインリヒスタールは新たに創設されたアシャッフェンブルク郡に編入された。
現在もハインリヒスタールの紋章にはハインリヒ・フレッケンシュタインのイニシャルが用いられている。

### 人口推移
- 1686年: 49 人[4]
- 1900年: 548 人
- 1970年: 848 人
- 1987年: 892 人
- 2000年: 952 人
- 2009年: 886 人

## 行政

### 議会
2008年3月2日の議会選挙後、ハインリヒスタールの町議会は 8議席で構成されている。この選挙の投票率は 64.9 % であった。議会にはこの他に首長が投票権を有して参加する。2008年の町長選挙では、当時現職のグイード・シュラムが立候補したが、対立候補はなかった。

## 経済と社会資本
2013年のこの町の税収は、1,073,000 ユーロで、このうち営業税収入は 609,000 ユーロであった。

### 農林業
2009年現在この町には 6軒の農家があり、農業用地の面積は 195 ha で、このうち 116 ha が農耕地、79 ha が牧草地などの緑地であった。

### 教育
以下の施設がある（2010年現在）。
- 幼稚園。定員28人

### テレコム
ドイツ・テレコム AG の高さ 108 m のTyp FMT 5 の送信塔がある (北緯50度05分08秒 東経09度20分24秒 / 北緯50.08556度 東経9.34000度)。

## 引用
1. ↑  https://www.statistikdaten.bayern.de/genesis/online?operation=result&code=12411-003r&leerzeilen=false&language=de Genesis-Online-Datenbank des Bayerischen Landesamtes für Statistik Tabelle 12411-003r Fortschreibung des Bevölkerungsstandes: Gemeinden, Stichtag (Einwohnerzahlen auf Grundlage des Zensus 2011)
2. ↑  Bayerische Landesbibliothek Online - Heinrichsthal（2015年11月15日 閲覧）
3. 1 2  Wolf-Armin Frhr. v. Reitzenstein: Lexikon fränkischer Ortsnamen. Herkunft und Bedeutung. C.H.Beck, München 2009, ISBN 978-3-406-59131-0, S. 98.
4. 1 2  Unser Kahlgrund 1974. Heimatjahrbuch für den Landkreis Alzenau. Herausgegeben von der Arbeitsgemeinschaft zur Heimatforschung und Heimatpflege des Landkreises Alzenau, Landrat des Kreises. ISSN 0933-1328.
5. ↑  2014年3月16日のアシャッフェンブルク郡に属す市町村の市町村議会選挙結果（2015年11月15日 閲覧）
6. 1 2  Statistik kommunal 2014 - Gemeinde Heinrichsthal 09 671 128（2015年11月15日 閲覧）